# Nice Nursie
Nice Nursie (o Nice Nursey) è un cortometraggio muto del 1914 diretto da Frank Griffin. Del film non si conoscono per il momento altri dati certi.

## Produzione
Il film fu prodotto dalla Lubin Manufacturing Company.

## Distribuzione
Distribuito dalla General Film Company, il film uscì nelle sale cinematografiche USA nel 1914.